# Orient Express (film 1934)
Orient Express è un film del 1934 diretto da Paul Martin e tratto dal libro di Graham Greene Il treno d'Istanbul.

## Produzione
Prodotto dalla Fox Film Corporation

## Distribuzione
Il film fu distribuito dalla Fox Film Corporation e uscì nelle sale il 28 febbraio 1934.